# Försteg (dans)
Försteg dansas ofta före och mellan omdans i polska. Ett försteg består oftast av två och ibland av tre steg som tas under en takt. Ett försteg är alltså inte ett dansat steg utan minst två.  
Dans av polska börjar normalt med att paret dansar några försteg, där de tar in musikens och partners takt och karaktär*, innan omdansning med eller motsols (bakmes) börjar. Ofta dansar paret ett antal försteg efter en eller flera repriser med omdans innan paret åter dansar om.  
Försteg dansas ofta på (1) och (3), men andra varianter förekommer också. Inleds ett försteg med vänster fot kallas det vänster försteg. Normalt tas då steg med vänster fot på (1) och med höger fot på (3). Inleds ett försteg med höger fot kallas det höger försteg. Normalt tas då steg med på höger fot på (1) och vänster fot på (3). Vanligast är att kavaljeren dansar vänster och damen höger försteg, men många andra varianter förekommer. I t.ex. Bakmes och polska från Transtrand dansar damen vänster försteg före bakmesomdansning och höger försteg före polskeomdansning.  
* Takt och karaktär. Musik: Lika långa taktdelar eller asymmetriskt med någon kortare och/eller längre taktdel, åttondelar, sextondelar, trioler, överdragningar, tempo, betoningar m m. Partnerns dans: Rörelse när på taktdel, slät dans eller om svikt, när och hur, betoning, hållning, steglängd m m.